# Burgstall Rott
Der Burgstall Rott bezeichnet eine abgegangene frühmittelalterliche Höhenburg bei 752 m ü. NHN etwa 650 Meter nordwestlich der Pfarrkirche St. Johannes der Täufer in der Gemeinde Rott im Landsberg am Lech in Bayern. Die Anlage wird als Bodendenkmal unter der Aktennummer D-1-8031-0045 als „Ringwall des frühen Mittelalters (‚Kalvarienberg‘ bzw. ‚Eichberg‘)“ geführt.

## Beschreibung
Die ovale Anlage besitzt in der Nord-Süd-Richtung die Ausmaße von ca. 130 m, ebenso in West-Ost-Richtung. Der von einem Wall gesäumte Innerraum ist etwa 12 m von der Umgebung erhöht. Die Anlage liegt größtenteils in einem Wald. Heute führt zu ihr ein Kreuzweg, an dessen Ende eine Kreuzwegkapelle steht.